# 2010 en Océanie
Chronologie de l’Océanie
- 2006
- 2007
- 2008
- 2009
- 2010
- 2011
- 2012
- 2013
- 2014

Cet article concerne les événements thématiques qui se sont produits durant l'année 2010 en Océanie.

## Politique

### Élections
- 27 février : référendum constitutionnel à Nauru. Les amendements proposés (qui auraient notamment permis l'élection du Président de la République au suffrage direct, plutôt qu'indirect) furent rejetés par 67 % des suffrages exprimés[1].
- 24 avril : Élections législatives à Nauru. Il s'agissait d'élections anticipées, visant à 'débloquer' un Parlement où la 'majorité' présidentielle et l'opposition bénéficiaient chacune de neuf députés sur dix-huit. Les dix-huit députés sortants furent toutefois reconduits, maintenant le pays dans un état d'incertitude politique[2].
- 4 août : Élections législatives aux Îles Salomon.
- 21 août : Élections législatives en Australie. Le premier ministre Julia Gillard, ayant remplacé Kevin Rudd à la tête du pays à la suite d'une fronde interne au Parti travailliste, visa à légitimer sa position en obtenant un mandat de la part des citoyens, par le biais d'élections anticipées. Les Travaillistes obtinrent 72 sièges sur 150 à la Chambre des Représentants, autant que l'opposition libérale, mais purent former un gouvernement avec l'appui d'un député vert et de trois députés sans étiquette[3].
- 16 septembre : Élections législatives aux Tuvalu.
- 25 novembre : Élections législatives aux Tonga. Les citoyens sont amenés, pour la première fois, à élire une majorité des députés. Jusque lors, les 'élus du peuple' constituaient une minorité au Parlement, aux côtés des élus de la noblesse et des membres de l'exécutif nommés par le roi et siégeant au Parlement[4].

### Gouvernements
- Australie
  - reine : Élisabeth II d'Australie
  - gouverneur-général : Quentin Bryce
  - premier ministre : Julia Gillard
- Îles Cook
  - reine : Élisabeth II de Nouvelle-Zélande
  - représentant de la reine : Frederick Goodwin
  - premier ministre : Jim Marurai (jusqu'au 30 novembre), puis Henry Puna
- Fidji
  - chef suprême : Élisabeth II
  - président : Epeli Nailatikau
  - premier ministre : Frank Bainimarama
- Kiribati
  - président : Anote Tong
- Îles Marshall
  - président : Jurelang Zedkaia
- États fédérés de Micronésie
  - président : Manny Mori
- Nauru
  - président : Marcus Stephen
- Niué
  - reine : Élisabeth II de Nouvelle-Zélande
  - premier ministre : Toke Talagi
- Nouvelle-Zélande
  - reine : Élisabeth II de Nouvelle-Zélande
  - gouverneur général : Anand Satyanand
  - premier ministre : John Key
- Palaos
  - président : Johnson Toribiong
- Papouasie-Nouvelle-Guinée
  - reine : Élisabeth II de Papouasie-Nouvelle-Guinée
  - gouverneur général : Paulias Matane (jusqu'au 13 décembre), puis Michael Ogio (par intérim)
  - premier ministre : Michael Somare (Sam Abal assurant ses fonctions par intérim à partir du 14 décembre)
- Îles Salomon
  - reine : Élisabeth II des Îles Salomon
  - gouverneur général : Frank Kabui
  - premier ministre : Derek Sikua (jusqu'au 25 août), puis Danny Philip
- Samoa
  - O le Ao O le Malo : Tupua Tamasese Tupuola Tufuga Efi
  - premier ministre : Tuilaepa Sailele Malielegaoi
- Tonga
  - roi : George Tupou V
  - premier ministre : Feleti Sevele (jusqu'au 21 décembre), puis Lord Tu‘ivakano
- Tuvalu
  - reine : Élisabeth II des Tuvalu
  - gouverneur général : Filoimea Telito (jusqu'au 16 avril), puis Iakoba Italeli
  - premier ministre : Apisai Ielemia (jusqu'au 29 septembre), puis Maatia Toafa (jusqu'au 24 décembre), puis Willy Telavi
- Vanuatu
  - président : Iolu Abil
  - premier ministre : Edward Natapei (jusqu'au 2 décembre), puis Sato Kilman

## Environnement
- 10 novembre : Déclaration d'Ambo, issue de la Conférence sur le changement climatique de Tarawa, aux Kiribati

## Sport
- 1er au 10 août 2010 : Jeux de la Micronésie de 2010

## Décès
- mars : Bernard Narokobi, né en 1937, homme politique, diplomate et philosophe papou-néo-guinéen.
- 4 décembre : Jacques Lafleur, né le 20 novembre 1932, décédé sur la Gold Coast (Queensland, Australie), homme politique néo-calédonien, ancien député à l'Assemblée nationale française (1978-2004), ancien président de l'Assemblée de la Province Sud (1989-2004), chef historique du camp anti-indépendantiste (1977-2004), signataire des accords de Matignon de 1988 et de Nouméa de 1998[5].